# Grand Prix Formule 1 van Brazilië 1984
De Grand Prix Formule 1 van Brazilië 1984 werd gehouden op 25 maart in Jacarepagua. Het was de eerste race van het seizoen. 

## Uitslag
| Positie | Nr | Rijder             | Team              | Ronden | Tijd/Opgave         | Startplaats | Punten |
| ------- | -- | ------------------ | ----------------- | ------ | ------------------- | ----------- | ------ |
| 1       | 7  | Alain Prost        | McLaren-TAG       | 61     | 1:42:34.492         | 4           | 9      |
| 2       | 6  | Keke Rosberg       | Williams-Honda    | 61     | + 40.514            | 9           | 6      |
| 3       | 11 | Elio de Angelis    | Lotus-Renault     | 61     | + 59.128            | 1           | 4      |
| 4       | 23 | Eddie Cheever      | Alfa Romeo        | 60     | + 1 Ronde           | 12          | 3      |
| 5       | 15 | Patrick Tambay     | Renault           | 59     | Geen benzine        | 8           | 2      |
| 6       | 18 | Thierry Boutsen    | Arrows-Ford       | 59     | + 2 Rondes          | 20          | 1      |
| 7       | 17 | Marc Surer         | Arrows-Ford       | 59     | + 2 Rondes          | 24          |        |
| 8       | 10 | Jonathan Palmer    | RAM-Hart          | 58     | + 3 Rondes          | 26          |        |
| DQ      | 3  | Martin Brundle     | Tyrrell-Ford      | 60     | Gediskwalificeerd   | 18          |        |
| NF      | 16 | Derek Warwick      | Renault           | 51     | Ophanging           | 3           |        |
| NF      | 26 | Andrea de Cesaris  | Ligier-Renault    | 42     | Versnellingsbak     | 14          |        |
| NF      | 22 | Riccardo Patrese   | Alfa Romeo        | 41     | Versnellingsbak     | 11          |        |
| NF      | 8  | Niki Lauda         | McLaren-TAG       | 38     | Elektrisch probleem | 6           |        |
| NF      | 12 | Nigel Mansell      | Lotus-Renault     | 35     | Ongeluk             | 5           |        |
| NF      | 1  | Nelson Piquet      | Brabham-BMW       | 32     | Motor               | 7           |        |
| NF      | 2  | Teo Fabi           | Brabham-BMW       | 32     | Turbo               | 15          |        |
| NF      | 28 | René Arnoux        | Ferrari           | 30     | Batterij            | 10          |        |
| NF      | 24 | Piercarlo Ghinzani | Osella-Alfa Romeo | 28     | Versnellingsbak     | 21          |        |
| NF      | 25 | Francois Hesnault  | Ligier-Renault    | 25     | Oververhitting      | 19          |        |
| NF      | 9  | Philippe Alliot    | RAM-Hart          | 24     | Batterij            | 25          |        |
| NF      | 20 | Johnny Cecotto     | Toleman-Hart      | 18     | Turbo               | 17          |        |
| NF      | 5  | Jacques Laffite    | Williams-Honda    | 15     | Elektrisch probleem | 13          |        |
| NF      | 27 | Michele Alboreto   | Ferrari           | 14     | Remmen              | 2           |        |
| NF      | 21 | Mauro Baldi        | Spirit-Hart       | 12     | Distributie         | 23          |        |
| DQ      | 4  | Stefan Bellof      | Tyrrell-Ford      | 11     | Gediskwalificeerd   | 22          |        |
| NF      | 19 | Ayrton Senna       | Toleman-Hart      | 8      | Turbo               | 16          |        |
| DQ      | 14 | Manfred Winkelhock | ATS-BMW           | 0      | Gediskwalificeerd   | 27          |        |

## Statistieken
| Pole-position | Elio de Angelis | Lotus-Renault | 1:28.392 |
| Snelste ronde | Alain Prost     | McLaren-TAG   | 1:36.499 |

## Noot
- Dit was het debuut van de Britse coureur Martin Brundle, de Franse coureurs François Hesnault en Philippe Alliot, de Duitse coureur Stefan Bellof en de Braziliaanse coureur Ayrton Senna (toekomstig wereldkampioen).
- Eerste rondes als raceleider voor Derek Warwick.
- Tiende podiumplaats voor Keke Rosberg en voor een Finse coureur.
- Honderdste podiumplaats voor een Italiaanse coureur.
- Tiende Grand Prix-winst voor Alain Prost.

1972 · 1973 · 1974 · 1975 · 1976 · 1977 · 1978 · 1979 · 1980 · 1981 · 1982 · 1983 · 1984 · 1985 · 1986 · 1987 · 1988 · 1989 · 1990 · 1991 · 1992 · 1993 · 1994 · 1995 · 1996 · 1997 · 1998 · 1999 · 2000 · 2001 · 2002 · 2003 · 2004 · 2005 · 2006 · 2007 · 2008 · 2009 · 2010 · 2011 · 2012 · 2013 · 2014 · 2015 · 2016 · 2017 · 2018 · 2019